# Facel Vega Facel II
 (juin 2022).
Si vous disposez d'ouvrages ou d'articles de référence ou si vous connaissez des sites web de qualité traitant du thème abordé ici, merci de compléter l'article en donnant les références utiles à sa vérifiabilité et en les liant à la section « Notes et références ».
La Facel-Vega Facel II (type HK2) est une voiture française de Grand Tourisme produite par Facel-Vega entre 1961 et 1964.
Succédant au coupé HK 500, elle fut considérée par la presse internationale comme la plus belle voiture française d’après guerre et comme le coupé à quatre places le plus rapide du monde.
Présentée au Salon de Paris en octobre 1961, elle reçut un accueil très enthousiaste, les observateurs ne manquant pas de la comparer aux créations des meilleurs stylistes italiens. L’élégance de la voiture est en grande partie due à son pavillon surbaissé qui lui confère une silhouette basse et racée.
La Facel II se distingue par ses projecteurs avant profilés Marchal Mégalux et ses feux arrière circulaires supplémentaires.

## Technique

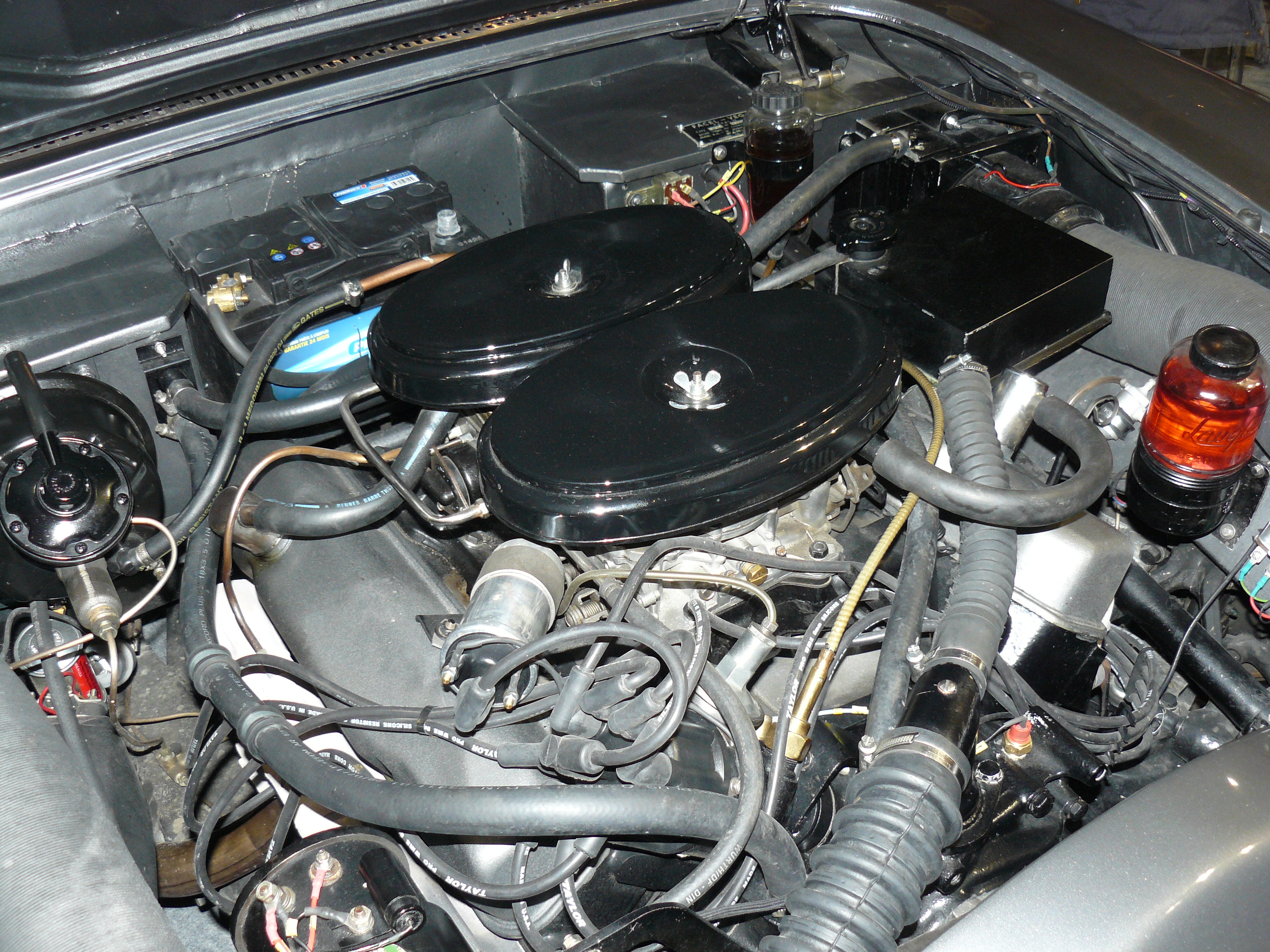
Le V8 Chrysler d'une HK II de 1962.

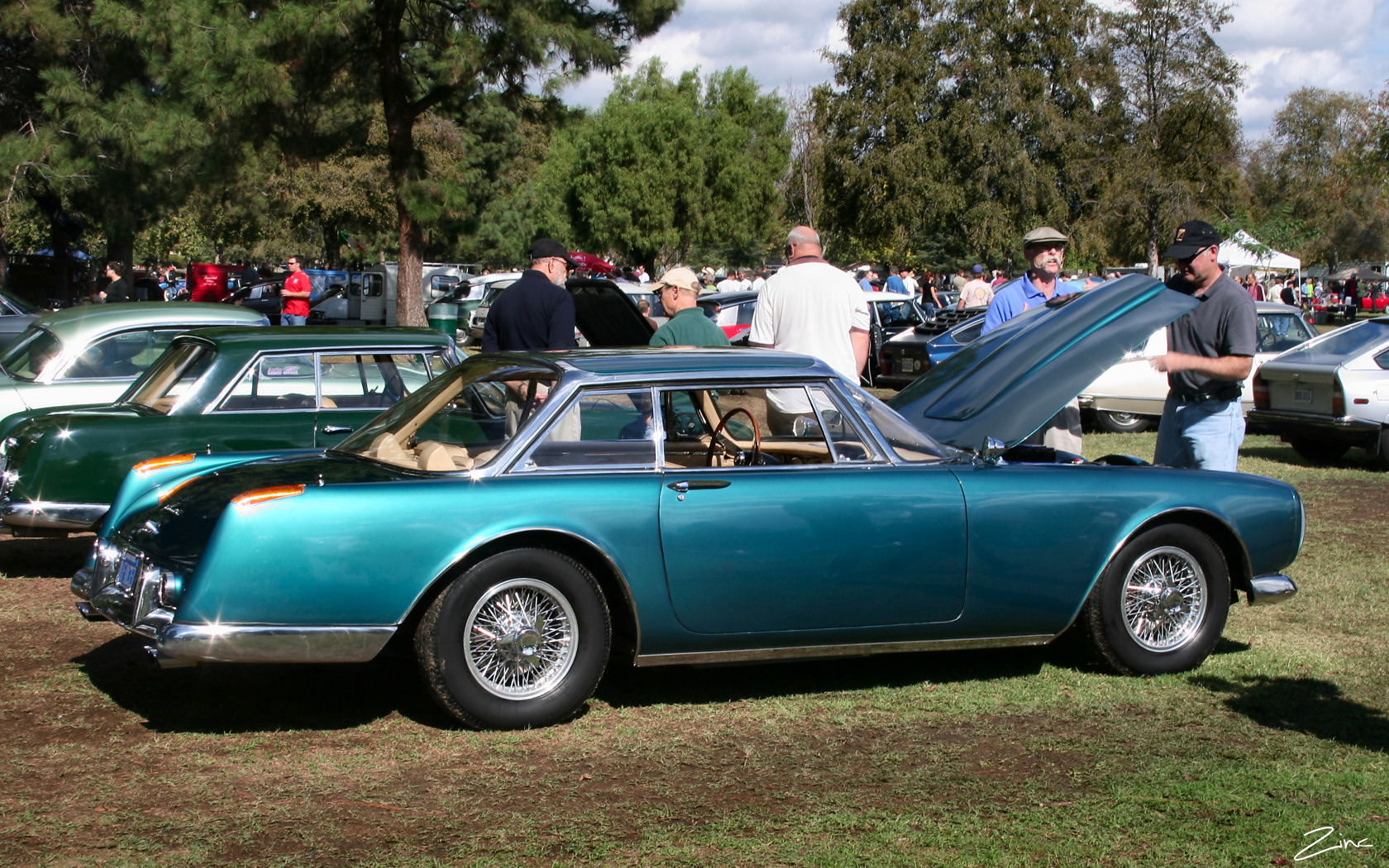
Facel Vega HK II coupé de 1963.

Ce modèle est équipé d’un moteur Chrysler V8 de 6,3 litres (383ci) développant 390 ch réels avec la boîte de vitesses mécanique et 355 ch réels avec la boîte de vitesses automatique du fait de la suppression du second carburateur.
Les performances sont exceptionnelles pour l’époque avec une vitesse de pointe qui s’établit aux alentours de 225 km/h avec la boîte automatique TorqueFlite et 245 km/h avec la boîte mécanique « Pont-à-Mousson ». Sur la fin de la production, certains modèles reçoivent un moteur Chrysler V8 6,8 litres (413ci) développant plus de 400 ch.
Le freinage est assuré par des disques Dunlop aux quatre roues et est amplifié par un servo-frein. La direction assistée, les vitres teintées et le système d'air conditionné étaient disponibles en option, de même que le poste radio PO-OM-GO-FM avec antenne télescopique électrique.
Très coûteuse à l’époque, elle est produite à 184 exemplaires jusqu’à la disparition de la marque (voir Facel III et Facel 6). Quelques clients prestigieux en firent l’acquisition parmi lesquels Lionel Bart, Ringo Starr, le Shah d'Iran, Norodom Sihanouk roi du Cambodge, Tony Curtis, Charlie Drake, etc.